# Gauliga Mittelrhein 1933/34
Die Gauliga Mittelrhein 1933/34 war die erste Spielzeit der Gauliga Mittelrhein des Deutschen Fußball-Bundes. Die Vereine dieser Gauliga spielten vormals in den Bezirken Rhein und Mittelrhein des Westdeutschen Spiel-Verbandes und in dem Bezirk Rhein/Saar des Süddeutschen Fußball-Verbandes. Die Entscheidung, welcher Verein in die Gauliga aufgenommen werden soll, wurde nicht sportlich, sondern am grünen Tisch entschieden, was zu heftigen Protesten führte, da Kölner Mannschaften bevorteilt wurden. Weitere Unstimmigkeiten innerhalb des Ligabildungsprozesses sorgten dafür, dass man sich für eine Aufstockung auf elf Vereine entschloss.
Der 1. Spieltag wurde am 3. September 1933, das letzte Nachholspiel am 1. April 1934 ausgetragen. Die Gaumeisterschaft sicherte sich der Mülheimer SV 06 und qualifizierte sich dadurch für die deutsche Fußballmeisterschaft 1933/34, bei der die Mülheimer in einer Gruppe mit dem SV Waldhof Mannheim, den Kickers Offenbach und Union Böckingen Gruppenzweiter wurden, was jedoch nicht zum Weiterkommen ausreichte. Um die Liga im nächsten Jahr mit zehn Vereinen fortsetzen zu können, gab es in dieser Saison einmalig drei Absteiger.

## Teilnehmer
Für die erste Austragung der Gauliga Mittelrhein qualifizierten sich folgende Mannschaften:
- aus der Bezirksliga Rhein, Gruppe 1 der westdeutsche Fußballmeisterschaft 1932/33:
  - SpVgg Sülz 07
  - VfR Köln 04 rrh.
  - Kölner CfR
  - Bonner FV 01
- aus der Bezirksliga Niederrhein, Gruppe 2 der westdeutsche Fußballmeisterschaft 1932/33:
  - Mülheimer SV 06
  - Kölner SC 1899
  - SV Rhenania Köln
- aus der Bezirksliga Mittelrhein, Gruppe A der westdeutsche Fußballmeisterschaft 1932/33:
  - Fortuna Kottenheim
  - FV Neuendorf
- aus der Bezirksliga Rhein/Saar, Gruppe Saar der süddeutschen Fußballmeisterschaft 1932/33:
  - Eintracht Trier
- Aufsteiger aus der Bezirksklasse Saar 1932/33
  - SV Westmark Trier

## Abschlusstabelle
| Pl. | Verein             | Sp. | S  | U | N  | Tore    | Quote | Punkte |
| --- | ------------------ | --- | -- | - | -- | ------- | ----- | ------ |
| 1.  | Mülheimer SV 06    | 20  | 13 | 4 | 3  | 052:210 | 2,48  | 30:10  |
| 2.  | VfR Köln 04 rrh.   | 20  | 12 | 3 | 5  | 047:350 | 1,34  | 27:13  |
| 3.  | SpVgg Sülz 07      | 20  | 11 | 4 | 5  | 062:350 | 1,77  | 26:14  |
| 4.  | Eintracht Trier    | 20  | 11 | 2 | 7  | 044:430 | 1,02  | 24:16  |
| 5.  | Bonner FV 01       | 20  | 9  | 5 | 6  | 049:420 | 1,17  | 23:17  |
| 6.  | SV Westmark Trier  | 20  | 10 | 2 | 8  | 055:350 | 1,57  | 22:18  |
| 7.  | Kölner CfR         | 20  | 9  | 3 | 8  | 043:460 | 0,93  | 21:19  |
| 8.  | Kölner SC 1899     | 20  | 5  | 5 | 10 | 035:450 | 0,78  | 15:25  |
| 9.  | FV Neuendorf       | 20  | 4  | 3 | 13 | 036:620 | 0,58  | 11:29  |
| 10. | Fortuna Kottenheim | 20  | 4  | 3 | 13 | 029:670 | 0,43  | 11:29  |
| 11. | SV Rhenania Köln   | 20  | 3  | 4 | 13 | 037:580 | 0,64  | 10:30  |

## Aufstiegsrunde
Qualifikationsspiel
|              | Gesamt |            | Hinspiel | Rückspiel |
| ------------ | ------ | ---------- | -------- | --------- |
| FV Engers 07 | 3:8    | 1. FC Idar | 1:3      | 2:5       |

Gruppenspiele
| Platz | Verein               | Spiele | Tore | Quote | Punkte |
| ----- | -------------------- | ------ | ---- | ----- | ------ |
| 1.    | SC Blau-Weiß 06 Köln | 4      | 8:40 | 2,00  | 5:3    |
| 2.    | 1. FC Idar           | 4      | 6:60 | 1,00  | 4:4    |
| 3.    | Kölner BC 01         | 4      | 6:10 | 0,60  | 3:5    |